# Austen Chamberlain
Joseph Austen Chamberlain (Birmingham, 16 de outubro de 1863 — Londres, 16 de março de 1937) foi um político britânico. Foi agraciado com a Ordem da Jarreteira e o Nobel da Paz em 1925, pelos Tratados de Locarno. Irmão de Neville Chamberlain.

## Vida
Criado para ser o herdeiro político de seu pai, com quem ele fisicamente se parecia, ele foi eleito para o Parlamento como um Unionista Liberal (Partido) em uma eleição suplementar em 1892 e ocupou cargos nos governos de coalizão Unionista de 1895-1905, permanecendo no Gabinete como Chanceler do Tesouro (1903–05) depois que seu pai renunciou em 1903 para fazer campanha pela Reforma Tarifária. Depois do derrame incapacitante de seu pai em 1906, Austen tornou-se o principal reformador tarifário na Câmara dos Comuns. No final de 1911, ele e Walter Long deveriam lutar um contra o outro pela liderança do Partido Conservador (em sucessão a Arthur Balfour), mas ambos se retiraram em favor de Bonar Law em vez de arriscar uma divisão partidária em um resultado próximo.
Chamberlain voltou ao cargo no governo de coalizão de H.H. Asquith em maio de 1915, como Secretário de Estado da Índia, mas renunciou para assumir a responsabilidade pela desastrosa Campanha de Kut. Ele novamente voltou ao cargo no governo de coalizão de David Lloyd George, mais uma vez servindo como Chanceler do Tesouro. Ele então serviu como líder do Partido Conservador na Câmara dos Comuns (1921–2), antes de renunciar depois que a reunião do Carlton Club votou pelo fim da Coalizão Lloyd George.
Como muitos coalizões importantes, ele não ocupou cargos nos governos conservadores de 1922-1904. Por agora considerado um estadista mais velho, ele serviu um mandato importante como Secretário de Relações Exteriores no Segundo Governo de Stanley Baldwin (1924-9), durante o qual negociou o Pacto de Locarno (1925), que visa prevenir a guerra entre a França e a Alemanha, por com o qual foi agraciado com o Prêmio Nobel da Paz. Ele ocupou o cargo pela última vez como primeiro lorde do almirantado em 1931. Ele foi um dos poucos parlamentares que apoiou os apelos de rearmamento de Winston Churchill contra a ameaça alemã na década de 1930, e permaneceu um membro ativo da retaguarda até sua morte em 1937.
Está sepultado no Cemitério de East Finchley em Londres.